# 빌리 와일더
빌리 와일더(영어: Billy Wilder, 출생명은 자무엘 빌더(독일어: Samuel Wilder, 1906년 6월 22일 ~ 2002년 3월 27일)는 오스트리아 태생으로 유태계 미국인 저널리스트이며 영화감독, 극작가, 제작자이다. 50년이 넘도록 60편이 넘는 작품을 만들었다. 할리우드의 황금시대에 활동한 총명하고 다재다능한 영화제작자의 한 사람으로 꼽힌다. 많은 작품이 비평가와 대중으로부터 동시에 사랑을 받았다.

## 어린 시절
오스트리아-헝가리(현 폴란드)의 주카 벡스킷차라는 곳에서 자무엘 빌더(Samuel Wilder)라는 이름으로 태어났다. 아버지는 막스 빌더(Max Wilder), 어머니는 오이게니아 디틀러 (Eugenia Dittler). 어머니는 그를 '빌리(Billy)'라는 애칭으로 부르곤 했는데, 와일더는 미국에 도착한 후 이것으로 이름을 바꿨다. 가족이 빈으로 옮겨오자 학교에 다니기 시작했다. 빈 대학을 중퇴한 후 저널리스트가 되었다. 경력을 계속 살리기 위해 독일의 베를린으로 옮겼다.
이곳에서 작가로서 성공을 거두기 전에 택시 댄서(taxi dancer, 돈을 받고 함께 춤을 춰주는 사람으로, 성적인 서비스를 제공하는 것은 아님)로 일했다고 알려졌다. 한 지방신문에 범죄나 스포츠에 관한 스토리를 써주고 돈을 받는 일을 하다가 결국 베를린의 한 타블로이드신문사에서 고정된 직업을 찾았다. 영화에 흥미를 갖게 되어 영화 대본작가로 활동하기 시작했다. 다른 유명 작가와 협업을 하기도 했다. 아돌프 히틀러가 득세하자 유태인인 그는 파리로 도망쳤고 급기야 미국까지 건너갔다. 그의 친척과 가족들은 여러 수용소에서 흩어져 목숨을 잃었다.

## 할리우드
1933년 할리우드에 도착한 후 영화극작가로 경력을 이어나갔다. 1934년 미국 시민권을 획득했다. 최초의 중요한 성공은 함께 미국으로 건너온 독일인 동료 에른스트 루비치와 공동으로 작업한 《Ninotchka》였다.

## 감독 작품 목록
| 연도   | 제목                        | 배우                            | 시간  | 배급사                                |
| ------ | --------------------------- | ------------------------------- | ----- | ------------------------------------- |
| 1934년 | 나쁜 여자                   | 다니엘 다리우 진 월             | 86분  | 파테 시네마                           |
| 1942년 | 메이저와 마이너             | 진저 로저스 레이 밀랜드         | 100분 | 파라마운트 픽처스                     |
| 1943년 | 5개의 무덤                  | 프랑코트 폰 앤 백스터           | 96분  | 파라마운트 픽처스                     |
| 1944년 | 이중 배상                   | 프레드 맥머레이 바버라 스탠윅   | 107분 | 파라마운트 픽처스                     |
| 1945년 | 잃어버린 주말               | 레이 밀란드 제인 와이먼         | 101분 | 파라마운트 픽처스                     |
| 1948년 | 황제원무곡                  | 빙 크로스비 조안 폰테인         | 106분 | 파라마운트 픽처스                     |
| 1948년 | 외교 문제                   | 진 아서 마를레네 디트리히       | 116분 | 파라마운트 픽처스                     |
| 1950년 | 선셋 대로                   | 글로리아 스완슨 윌리엄 홀든     | 110분 | 파라마운트 픽처스                     |
| 1951년 | 비장의 술수                 | 커크 더글라스 잔 스터링         | 111분 | 파라마운트 픽처스                     |
| 1953년 | 제17포로수용소              | 윌리엄 홀든 돈 테일러           | 120분 | 파라마운트 픽처스                     |
| 1954년 | 사브리나                    | 오드리 헵번 험프리 보가트       | 113분 | 파라마운트 픽처스                     |
| 1955년 | 7년만의 외출                | 매릴린 먼로 톰 이웰             | 105분 | 20세기 폭스                           |
| 1957년 | 저것이 파리의 등불이다      | 제임스 스튜어트 머레이 해밀튼   | 135분 | 워너브라더스                          |
| 1957년 | 하오의 연정                 | 게리 쿠퍼 오드리 헵번           | 130분 | 엘라이드 아티스츠 유나이티드 아티스츠 |
| 1957년 | 검찰 측 증인                | 타이론 파워 마를레네 디트리히   | 116분 | 유나이티드 아티스츠                   |
| 1959년 | 뜨거운 것이 좋아            | 마릴린 먼로 토니 커티스         | 122분 | 유나이티드 아티스츠                   |
| 1960년 | 아파트 열쇠를 빌려 드립니다 | 잭 레몬 셜리 매클레인           | 125분 | 유나이티드 아티스츠                   |
| 1961년 | 원, 투, 쓰리                | 제임스 캐그니 호스트 부흐홀즈   | 115분 | 유나이티드 아티스츠                   |
| 1963년 | 당신에게 오늘 밤을          | 잭 레몬 셜리 매클레인           | 147분 | 유나이티드 아티스츠                   |
| 1964년 | 키스 미 스투피드            | 딘 마틴 킴 노박                 | 126분 | 로퍼트 픽처스                         |
| 1966년 | 포춘 쿠키                   | 잭 레몬 월터 매트하우           | 125분 | 유나이티드 아티스츠                   |
| 1970년 | 셜록 홈즈의 미공개 파일     | 로버트 스티븐스 콜린 브레이커리 | 125분 | 유나이티드 아티스츠                   |
| 1972년 | 아반티!                     | 잭 레몬 줄리엣 밀스             | 140분 | 유나이티드 아티스츠                   |
| 1974년 | 특종 기사                   | 잭 레몬 월터 매튜               | 105분 | 유니버설 스튜디오                     |
| 1978년 | 페도라                      | 윌리엄 홀든 마테 켈러           | 114분 | 유나이티드 아티스츠                   |
| 1980년 | 부디 부디                   | 잭 레몬 월터 매튜               | 96분  | 메트로-골드윈-메이어                  |

## 수상 내역
- 제11회 뉴욕 영화 비평가 협회 감독상 (1946년)
- 제18회 아카데미 시상식 각색상 (1946년)
- 제3회 골든 글로브 시상식 감독상 (1946년)
- 제18회 아카데미 시상식 감독상 (1946년)
- 제1회 칸영화제 그랑프리 (1946년)
- 제3회 미국 작가 조합상 각본상 (1951년)
- 제23회 아카데미 시상식 각본상 (1951년)
- 제8회 골든 글로브 시상식 감독상 (1951년)
- 제12회 골든 글로브 시상식 각본상 (1955년)
- 제7회 미국 작가 조합상 각본상 (1955년)
- 제9회 미국 작가 조합상 월계수상 (1957년)
- 제10회 미국 작가 조합상 각본상 (1958년)
- 제12회 미국 작가 조합상 각본상 (1960년)
- 제26회 뉴욕 영화 비평가 협회 각본상 (1960년)
- 제26회 뉴욕 영화 비평가 협회 감독상 (1960년)
- 제13회 미국 작가 조합상 각본상 (1961년)
- 제33회 아카데미 시상식 각본상 (1961년)
- 제33회 아카데미 시상식 감독상 (1961년)
- 제13회 미국 감독 조합상 영화부문 감독상 (1961년)
- 제36회 베니스영화제 특별공로상 (1972년)
- 제32회 미국 작가 조합상 월계수상 (1980년)
- 제37회 미국 감독 조합상 공로상 (1985년)
- 제60회 아카데미 시상식 어빙 탤버그상 (1988년)
- 제43회 미국 감독 조합상 프레스톤 스터지스상 (1991년)
- 제43회 베를린국제영화제 알프레드 바우어상 (1993년)
- 제20회 LA비평가 협회상 공로상 (1994년)

## 같이 보기
- 필름 누아르